# AGO Flugzeugwerke

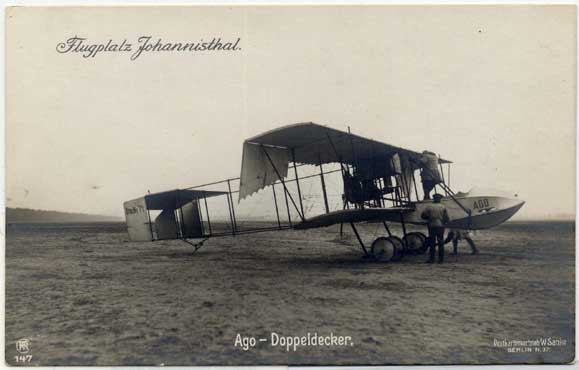
Un avió AGO de 1914 en el aeròdrom de Johannisthal (Berlín)

AGO Flugzeugwerke va ser una empresa productora d'aeronaus alemanya que va funcionar entre 1911 i 1945. Les inicials AGO van tenir diferents significats al llarg de la seva història, com Aktiengesellschaft Otto (Otto Societat Anònima), tot i que, en la seva versió final volia dir Apparatebau GmbH Oschersleben. En el seu moment més productiu l'empresa tenia al voltant de 4.500 treballadors.

## Fundació
AGO va ser fundada l'any 1911 a Múnic amb el nom de Flugmaschinenwerke Gustav Otto per Gustav Otto i el Dr. Alberti. Gustav, el fill de Nikolaus Otto – inventor del motor de quatre temps, va ser un pilot pioner (amb el número de llicència 34) i constructor de motors.Com era habitual en aquells dies, l'empresa tenia una escola de vol on va estudiar Ernst Udet.
La primera aeronau que va tenir èxit amb Gabriel Letsch com a dissenyador en cap, va ser un biplà d'observació amb configuració d'hèlice propulsora, que aviat va esdevenir l'equipament estàndard del Bayerischen Fliegertruppe. La màquina portava un motor de disseny propi de 100 hp, amb la marca Aviatiker Gustav Otto.
El 1912, una divisió separada es va instal·lar a Johannisthal amb el nom de AGO Flugzeugwerke, amb Elisabeth Woerner i Hermann Fremery com a directors. Després de l'esclat de Primera Guerra Mundial, AGO va construir una sèrie d'avions de reconeixement militar, començant amb el AGO C.I – un biplà dissenyat per August Haefeli. L'aeronau més reeixida d'AGO durant el període de guerra va ser el AGO C.IV de 1916, del que es van construir 70 unitats tot i que, resultava inpopular entre els pilots.
En 1916, Gustav Otto va obrir una nova planta a Múnic amb el nom deBayerische Flugzeugwerke, i una altra a Oschersleben anomenada AGO, per Aktiengesellschaft Gustav Otto. La planta d'Oschersleben, fins al final de la guerra, es va utilitzar per fabricar components per avions d'altres fabricants.

## Entre Guerres
Després de l'Armistici, Otto va provar de fabricar automòbils fabricació, però el 1919 va haver de despatxar els empleats de l'empresa de Berlín i liquidar la fàbrica d'Oschersleben. Després d'això, es va retirar al Llac Starnberg on va morir el 1926. L'empresa va continuar en funcionament, i aquell mateix any va desenvolupar 20 hectàrees noves d'espai de fàbrica prop de la planta de Sudenburger Maschinenfabrik und Eisengießerei AG a Magdeburg. Als voltants de 1928 aquesta empresa també va haver de tancar. El 30 de juliol de 1930, els actius restants d'AGO van ser subhastat per ordre del tribunal.

## 1933 – 1945
El govern Nazi va ressuscitar AGO renovant la planta d'Oschersleben per la producció d'aeronaus. La primera comanda va ser per 36 caces Arado Ar 65, 197 avions d'entrenament Arado Ar 66, i 71 caces Heinkel He 51. El primer en volar va ser un Ar 65, l'1 de maig de 1935. A aquesta comanda va seguir una altra de 140 bombarders en picat Henschel Hs 123 que es van entregar a finals de 1937. Després van arribar altres comandes per 241 avions d'entrenament Gotha Go 145 entrenadors, 187 Arado Ar 96 i 150 avions de reconeixement Henschel Hs 126. Aquesta última comanda va augmentar fins a 390 unitats l'estiu de 1938. Entre març de 1937 i març de 1938, AGO va construir 121 Focke-Wulf Fw 44. L'any 1938 la producció del Messerschmitt Bf 109 va començar, i des de 1941 cap endavant, el Focke-Wulf Fw 190 esdevenia el puntal de producció d'AGO.
L'any 1935, el departament de disseny es va re-establir, amb la primera aeronau d'AGO, l'AGO Ao 192 Kurier de 1937. Un disseny per un projecte de caça pesant, l'Ao 225 no va passar del test de tunel de vent.
Des de 1943 cap endavant, a causa de la seva funció clau produint el Fw 190 les instal·lacions d'AGO van ser bombardejades pels aliats i les restes que quedaven en peu van ser destruïdes, l'any 1947, per l'exèrcit roig.

## Aeronaus

### Otto
(Gustav Otto / Flugmaschinenwerke Gustav Otto/ Aviatiker Gustav Otto)
- Otto 1913 biplà[1]
- Otto B 1914[1]
- Otto B.I[1]
- Otto C.I 1915[1]
- Otto C.II[1]

### AGO Flugzeugwerke
(a partir de 1912 a Johannistal)
- AGO C.I
- AGO C.II
- AGO C.III
- AGO C.IV
- AGO C.VII
- AGO C.VIII
- AGO DV.3
- AGO S.I
- AGO Ao 192
- AGO Ao 225